# Parque nacional de Birougou
El parque nacional de Birougou (en francés: Parc national de Birougou; también conocido como los Humedales de los Montes Birougou, o Parque nacional de lo Montes Birougou) es un espacio protegido en la parte central del país africano de Gabón. Contiene una selva tropical muy densa en las montañas de Chaillu y es uno de los dos parques en donde se encuentra el primate endémico Cercopithecus solatus o cercopiteco de Gabón, descrito por primera vez en 1988, cuando fue encontrado allí. Lleva el nombre del Monte Birougou, que alcanza los 975 metros de altitud. Debido a su significación universal cultural y natural, se le añadió a la Lista Tentativa del Patrimonio Mundial de la UNESCO el 20 de octubre de 2005.